# Pressebüro
In einem Pressebüro sind einzelne oder mehrere Personen journalistisch tätig, in der Regel als freie, das heißt nicht festangestellte Journalisten (im Gegensatz zu Presseagenturen). In Deutschland sind Pressebüros überwiegend als GmbH oder GbR organisiert. Werden journalistische Leistungen erbracht, sind die an einem Pressebüro Beteiligten freiberuflich tätig. Liegt der Schwerpunkt auf anderen Dienstleistungen (wie z. B.  Public Relations), wird die Tätigkeit in Deutschland als gewerblich eingestuft, was eine Gewerbeanmeldung erforderlich macht. 
Meist arbeiten Pressebüros sowohl journalistisch, indem sie Text-, Film- und Hörfunkbeiträge an Redaktionen liefern, als auch im PR-Bereich, indem sie Unternehmen und Verbände beraten und für diese Pressemitteilungen schreiben oder Presseverteiler erstellen.